# Дисномия (спътник)
Дисномия (официално название – (136199) Eris I Dysnomia) е единственият известен спътник на планетата-джудже Ерида (втората по големина планета-джудже в Слънчевата система). Тя е открита на 10 септември 2005 г. от Майк Браун и сътрудници от обсерваторията на Маунт Кек в Хавай.

## Свойства
Радиусът на спътника е 75 км. Извършва един пълен оборот около Ерида за 15,772 дни по орбита, близка до кръгова (ексцентрицитет <0,01). Радиусът на орбитата е 37 430 км. Измерването на орбиталните параметри на спътника позволява да бъде определена масата на Ерида, която се оказва с 27 % по-голяма от тази на Плутон.

## Наименование
Първооткривателите предлагат за спътника наименованието Габриела (Gabrielle) в чест на спътницата на Зина — главната героиня от сериала „Зина - принцесата воин“ (доколкото съществува и предложение самата Ерида да бъде наречена Зина). Утвърденото наименование е избрано в чест на Дисномия, - дух на беззаконието (така се превежда гръцката дума Δυσνομία), дъщеря на Ерида, богиня на отмъщението в древногръцката митология. Наименованието обаче не е предложено само защото Дисномия е дъщеря на Ерида, но и защото фамилията на новозеландската актриса Люси Лоулес (Lucy Lawless), изиграла Зина в сериала също се превежда като „Беззаконна“.
|  | Тази страница частично или изцяло представлява превод на страницата „Дисномия (спутник)“ в Уикипедия на руски. Оригиналният текст, както и този превод, са защитени от Лиценза „Криейтив Комънс – Признание – Споделяне на споделеното“, а за съдържание, създадено преди юни 2009 година – от Лиценза за свободна документация на ГНУ. Прегледайте историята на редакциите на оригиналната страница, както и на преводната страница, за да видите списъка на съавторите. ВАЖНО: Този шаблон се отнася единствено до авторските права върху съдържанието на статията. Добавянето му не отменя изискването да се посочват конкретни източници на твърденията, които да бъдат благонадеждни. |